# Pilemostoma
Pilemostoma är ett släkte av skalbaggar som beskrevs av Desbrochers des Loges 1891. Pilemostoma ingår i familjen bladbaggar.
Släktet innehåller bara arten Pilemostoma fastuosa.

## Bildgalleri

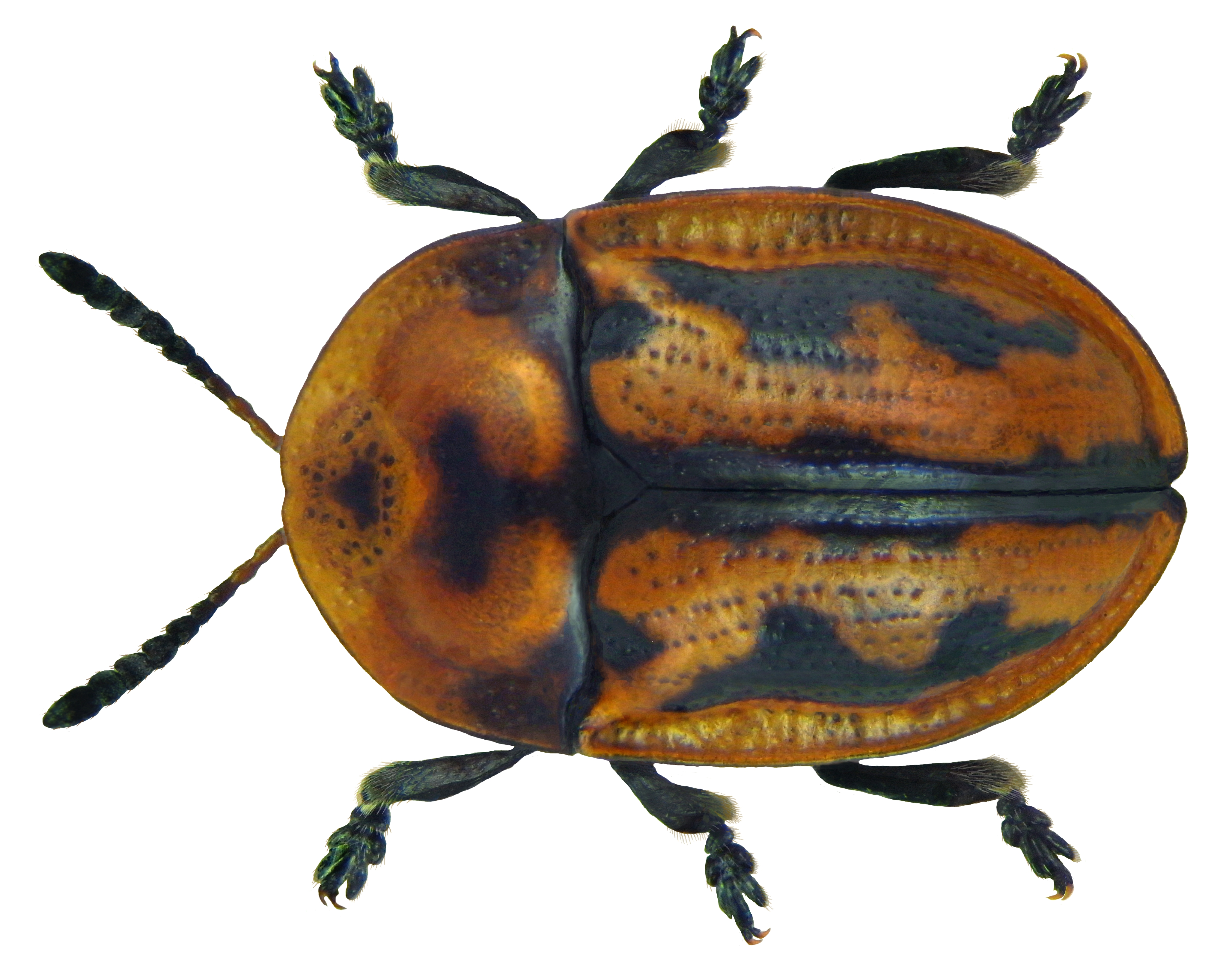